# Geschäftsprozesse Lieferantenwechsel Gas
Die Geschäftsprozesse Lieferantenwechsel Gas (GeLi Gas) sind durch einen Beschluss der Bundesnetzagentur vorgegebene Prozesse, die von allen Marktteilnehmern verpflichtend einzuhalten sind. Sie haben das Ziel einer Vereinheitlichung von Geschäftsprozessen und Datenformaten bei der Belieferung von Kunden mit Erdgas im liberalisierten Gasmarkt. Diese Prozesse werden in einem Dokument beschrieben, das als Anlage zu einem Beschluss der Bundesnetzagentur veröffentlicht wurde und mehrmals durch weitere Beschlüsse aktualisiert wurde.

## Regulatorischer Hintergrund
Die Bundesnetzagentur ist durch das geltende Energiewirtschaftsgesetz und die Gasnetzzugangsverordnung zum Beschluss verbindlicher Vorgaben berechtigt. Im Jahr 2007 erging der Beschluss zur Geschäftsprozesse Lieferantenwechsel Gas (GeLi Gas), der die in seiner Anlage beschriebenen Prozesse verbindlich vorgab. Die GeLi Gas wurden durch weitere Beschlüsse der Bundesnetzagentur mehrmals aktualisiert. Ziel dieses Beschlusses war die Standardisierung von Prozessen und Datenformaten, um die Markteintrittshürden für neue Anbieter zu verringern oder beseitigen. Der dazu analoge Beschluss für den Strommarkt wurde bereits 2005 unter dem Namen Geschäftsprozesse zur Kundenbelieferung mit Elektrizität veröffentlicht.

## Regelungsgegenstände
Nach allgemeinen Begriffsdefinitionen enthält die GeLi Gas eine Vielzahl von Prozessbeschreibungen. Die Prozesse werden durch Sequenzdiagramme dargestellt, in Beschreibungen werden die einzelnen Schritte genauer erläutert und einzuhaltenden Fristen definiert.
Die Prozessbeschreibungen regeln dabei die folgenden energiefachlichen Prozesse
- Prozesse beim Wechsel des Lieferanten aufgrund vertraglicher Lieferbeziehungen
  - Kündigung
  - Lieferende
  - Lieferbeginn
- Prozesse beim Wechsel des Lieferanten aufgrund gesetzlicher Lieferbeziehungen
  - Beginn der Ersatz-/Grundversorgung
  - Ende der Ersatzversorgung
- Annexprozesse beim Wechsel des Lieferanten
  - Aufbereitung und Weiterleitung von Messwerten
  - Stammdatenänderung
  - Geschäftsdatenanfrage
  - Netznutzungsabrechnung
  - Grundsätze der Mengenzuordnung.

Die in diesen Prozessen zu verwendende Datenformate werden in der GeLi Gas nicht beschrieben. Die Formate werden durch Branchenverbände erarbeitet, auf der Webseite  BDEW MaKo  veröffentlicht und ebenfalls verbindlich vorgegeben durch Beschlüsse der Bundesnetzagentur.

## Geschichte
Am 1. August 2008 war das Inkrafttreten der ersten GeLi-Gas-Version. Damit wurde der Gasmarkt offiziell liberalisiert. Verbraucher konnten erstmals ihren Gasanbieter frei wählen.
Zum 1. Oktober 2017 folgte das Inkrafttreten eines umfassenden Updates zur Umsetzung des Gesetzes zur Digitalisierung der Energiewende. Die GeLi Gas wurde im Rahmen des Mako2020-Projekts an die Entwicklungen im Strommarkt angepasst. Neue Begriffe wie Marktlokation und Messlokation wurden eingeführt.
Zum 1. April 2026 tritt die GeLi Gas 2.0 in Kraft. Die detaillierte Prozessbeschreibung erfolgt hier durch Branchenverbände und Anwendungshilfen, nicht mehr durch die BNetzA selbst.
Die GeLi Gas 3.0 befindet sich (Stand Mai 2025) in Konsultation. Hintergrund ist die Umsetzung EU-rechtlicher Vorgaben, nach denen die in der Gasnetzzugangsverordnung enthaltenen Regelungen künftig durch die BNetzA festgelegt werden müssen, da die Verordnung selbst entfällt.